# Parafia św. Wojciecha w Suwałkach
Parafia św. Wojciecha Biskupa i Męczennika w Suwałkach – rzymskokatolicka parafia, utworzona w 1999 roku. Należy do dekanatu Suwałki – Ducha Świętego diecezji ełckiej. Kościół parafialny został poświęcony w 2019. Parafię prowadzą księża diecezjalni.

## Historia
W 1996 roku przy ul. Szkolnej wyznaczono plac pod budowę Centrum Duszpasterstwa Młodzieżowego. W styczniu 1999 roku rozpoczęto budowę kościoła, według projektu arch. Joanny Niemiec-Górnik. Został utworzony rektorat Ośrodka Duszpasterskiego dla Młodzieży, którego rektorem 23 kwietnia został ks. Krzysztof Krupiński. 
11 września 1999 roku bp Wojciech Ziemba wmurował kamień węgielny i erygował parafię, z wydzielonego terytorium parafii św. Aleksandra. W lipcu 2004 roku dobudowano wieżę kościelną. 29 września 2019 roku bp Jerzy Mazur poświęcił kościół pw. św. Wojciecha Biskupa i Męczennika.

## Proboszczowie
- ks. kan. Krzysztof Krupiński (1999–2014)[3]
- ks. Wiesław Śliwczyński (2014–2023)[3][4]
- ks. dr Marek Barszczewski (od 2023)[5]